# 서류가방

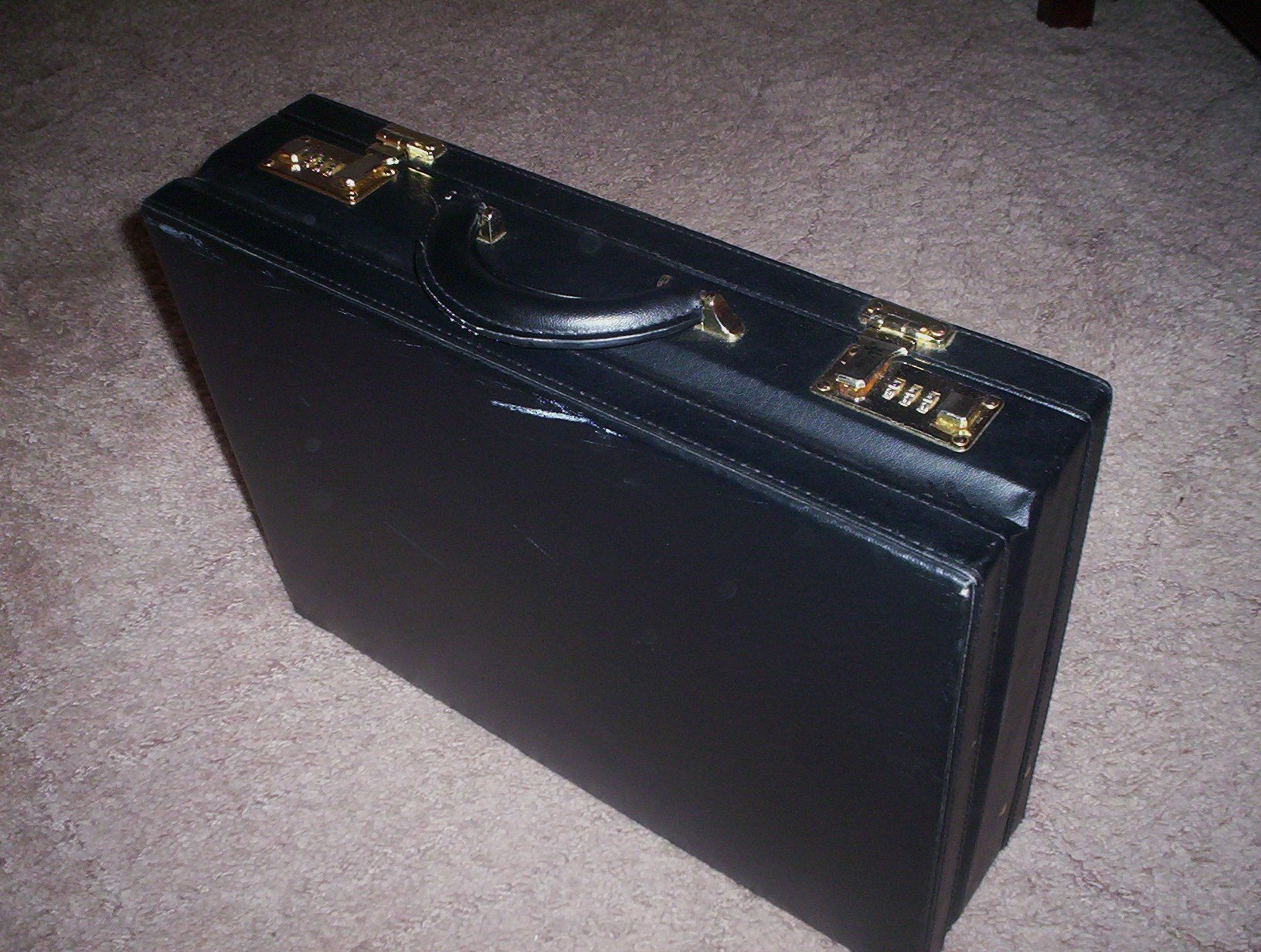
서류가방

서류가방(書類-, briefcase 브리프케이스[*])는 가방의 일종으로, 서류를 넣기 위해 사용된다. 변호사들이 준비서면(브리프)을 넣어 들고 다니던 데서 이름이 유래되었다.
손잡이가 없어서 팔에 끼거나 품에 안고 다니는 것을 포트폴리오(portfolio), 탈착식 손잡이가 있는 것을 폴리오케이스(folio case), 가죽이나 알루미늄으로 되어 있고 경첩 구조로 개폐하는 단단한 것을 아타셰케이스(attaché case)라고 한다.

## 같이 보기
- 배낭
- 메신저백
- 핵가방
- 슈트케이스